# Кристо Темелко
Кристо Темелко (на албански: Kristo Themelko) с псевдоним Шуля (Shulja) е албански военен и политик, деец на Албанската комунистическа партия, по-късно преследван като съмишленик на Кочи Дзодзе.

## Биография
Роден е като Кръсто Иванов Темелков в 1915 година в костурското българско село Връбник в семейството на Иван и Дона. Завършва четвърто отделение и работи като земеделец във Връбник, а по-късно като марангоз в Тирана. През пролетта на 1937 година започва работа в Шкодра, където е ръководител на местната комунистическа група заедно с Кемал Стафа, Зеф Мала и Васил Шанто. През 1938 година е арестуван от зогисткия режим. Пред съда отрича да принадлежи към комунистическото движение. Осъден е на една година за престъпление срещу държавата на 10 февруари 1939 година. След италианската окупация на Албания, на 7 април 1939 година е освободен с постановление на вицекраля Франческо Якомони.
През май 1942 година Темелко е в къщата в Тирана, в която загива Кемал Стафа, но успява да се спаси, като се предполага, че те са предадени от Енвер Ходжа, спечелил много от смъртта на Стафа.
През октомври и ноември 1944 година по заповед на югославския лидер Войо Тодорович и Енвер Ходжа Темелко участва в арести и екзекуции на хора без съдебен процес.
През 1945 година Темелко е генерален секретар на профсъюзите.
След Втората световна война на първите избори за парламент, Темелко е избран за депутат.
На първия конгрес на партията в Тирата от 8 до 22 ноември 1948 година за проюгославска и антисъветска политика е отстранен от Политбюро на АКП, свален от поста директор на политическия отдел, изгонен от армията и изключен от АКП.
Умира в 1990 година.
Темелко е включен в списъка на Института за изследване на престъпленията и последиците от комунизма, който обобщава участниците, носещи пряка отговорност за престъпленията на Албанската комунистическа партия и Армията за национално освобождение, като като част от военните, „които вдъхновяват, организират, разпореждат, екзекутират или подпомагат партизанските сили в престъпни действия“.